# 洞泉寺 (岩国市)
洞泉寺（とうせんじ）は、山口県岩国市にある、曹洞宗の寺院である。また寺域内には岩国藩主吉川家の墓所である、吉川家墓所が存在し、こちらの名のほうが有名である。山口県指定史跡。

## 洞泉寺概要
1450年に安芸国の国人であった吉川経信が、所領の新庄大朝に創建した盤目山洞仙寺が祖である。1600年の関ヶ原の戦いの後、毛利家の防長移封に従って、吉川家も安芸国から周防国に移り住むこととなり、洞泉寺も1603年に現在の地に移設され、その際に「洞泉」の字を当て、現在の名になったと伝えられている。

## 吉川家墓所
岩国藩主吉川家代々の墓所。岩国に入った吉川広家から、6代の吉川経永を除く12代吉川経幹までの当主およびその妻や一族の墓が51基存在している。墓所は山のお塔、寺谷のお塔に分かれており、それぞれに墓石が存在する。

### 墓地に眠る人々

#### 男性
- 吉川広家
- 吉川広正
- 吉川広嘉
- 吉川広紀
- 吉川広逵
- 吉川経倫
- 吉川経忠
- 吉川経賢
- 吉川経礼
- 吉川経章
- 吉川経幹

6代吉川経永、13代吉川経健の墓所は、実相院にある。

#### 女性
- 新庄局（熊谷信直娘、吉川元春妻）
- 高玄院（毛利輝元娘・竹姫、吉川広正妻）
- 天長院（大納言鷲尾隆量の娘、吉川広嘉妻）
- 蓮徳院（旗本石川義当の娘・喜井、吉川広紀妻）
- 正理院（栗原忠良の娘・多喜、吉川広逵妻）
- 瑞蓮院（旗本中条信実の娘、吉川経永妻）
- 華厳院（小野藩主一柳末栄の娘、吉川経倫妻）
- 喬松院（柏原藩主織田信憑の娘・悌、吉川経忠妻）
- 円成院（日出藩主木下俊懋の娘、吉川経礼妻）
- 木下順子（足守藩主木下利愛の娘、吉川経幹妻）

### 手水鉢
誰が袖の手水鉢
吉川経幹の墓の傍らにある手水鉢。小堀政一（遠州）の作と言われる。この手水鉢が着物の袖に形が似ていることから「誰が袖」の手水鉢と名が付いた。
みみずくの手水鉢
吉川広家の墓の傍らにある手水鉢。この手水鉢は浅野広島藩家臣で茶人としても知られる上田宗箇から1625年に寄贈されたものである。

## 歴史
1625年の初代藩主吉川広家の没後に、徐々に整備された。1964年に敷地内に吉川家納骨堂を建立し、それ以降の吉川氏一族はここに納骨されている。1988年に山口県史跡に指定された。

## 拝観
定休日無し、料金無料、公開時間は7:00 - 20:00

### アクセス
- 住所 山口県岩国市横山１丁目10-31
- JR岩国駅より、錦帯橋行バスで15分、錦帯橋バス停下車徒歩15分。
- JR新岩国駅より、岩国駅方面行バスで10分、錦帯橋バス停下車徒歩15分。
- 山陽自動車道岩国I.C、車で錦帯橋方面5分。